# 岡本半次郎
岡本 半次郎（おかもと はんじろう、1882年4月22日 - 1960年3月4日）は日本の教育者。昆虫学者、農学博士。
妻せんは北海道開拓事業にその生涯を捧げ、“北海道酪農の父”とよばれた町村金弥の次女。

## 経歴
広島県福山市東町に岡本圭吉の子として生まれる。岡本家は旧備後福山藩士として勘定奉行を務めた家柄。
広島県第二中学校（現福山誠之館高校）を経て1907年札幌農学校本科を卒業し、北海道庁技手として北海道農事試験場に勤務。1912年から1年間東北帝国大学講師を兼ねる。1919年本邦産草蜻蛉科に関する論文で農学博士となった。1920年朝鮮総督府勧業模範場に招聘されて赴き水原高等農林学校教授を兼任し1925年12月に退官し帰郷する。
1927年広島県立福山中学校（誠之館）教師に迎えられ以後､ 広島県立沼南実業学校（現広島県立沼南高等学校）校長、青年教員養成所長、広島県立第一中学校（現広島国泰寺高等学校）校長を歴任し1946年退官する。また沼隈郡千年村（現福山市）村長を1期つとめた。
昆虫学上の業績は多方面に渡り、分類学上ではチャタテムシ目、脈翅目やカワゲラ目を含む30有余の論文があり、記載された新属新種も多い。